# 오드리 토터
오드리 토터(Audrey Totter, 1917년 12월 20일 ~ 2013년 12월 12일)는 미국의 배우, 영화배우, 텔레비전 배우이다.

## 영화
- 애플 덤플링 갱 2 (1979년)
- 천사가 약속한 작은 별 (1978년)
- 엔터테인먼트 (1974년)
- 닥터 게논 (1969년)
- 추바스코 (1968년)
- 카펫베거 (1964년)
- 클라이막스! (1954년)
- 어사인먼트: 파리 (1952년) - 샌디 역
- 푸른 면사포 (1951년)
- 텐션 (1950년)
- 애니 넘버 캔 플레이 (1949년)
- 셋업 (1949년)
- 포스트맨은 벨을 두 번 울린다 (1946년)